# Waucoma (Iowa)
Waucoma – miasto w Stanach Zjednoczonych, w stanie Iowa, w hrabstwie Fayette. W 2000 roku liczyło 299 mieszkańców.